# Йётрек, Пер
Андерс Петер «Пер» Йётрек (швед. Anders Peter "Per" Götrek, урождённый Годберг, Godberg; 8 марта 1798, Линчёпинг — 6 декабря 1876, Карлскруна) — один из первых шведских христианских коммунистов, переводчик, издатель и книготорговец. Известен как первый переводчик «Манифест Коммунистической партии» на шведский язык. Председатель радикально-демократического Скандинавского общества. Будучи также трезвенником и вегетарианцем, занимался пропагандой этого образа жизни.

## Биография
Андерс Петер Годберг родился 8 марта 1798 года в Линчёпинге. В студенчестве он сменил фамилию на Йётрек. После окончания университета в Уппсале в 1818 году он перебрался в Стокгольм, где посвятил себя частному преподаванию языков, бухгалтерского учёта, а также стал книгопечатником, держал букинистический книжный магазин и библиотеку в Сёдермальме. В 1824–1825 годах он издавал журнал «Brage», а с января 1827 года — газету «Stockholms Mercurius», которая была закрыта канцлером короны в 1828 году, но продолжала выходить под другим названием и с другим издателем до 1830 года.
В 1831 году он опубликовал книгу «Framtidens religion, uppenbarad af Saint-Simon» (и переиздал 1833 года под названием «Saint-Simons religions-lära»), где разъяснял «религию откровения» Сен-Симона. Затем в 1846 году обратил внимание на Этьена Кабе, из произведений которого он опубликовал избранные работы под названием «Upplysningar om komunismen». А в 1847 году написал брошюру «О пролетариате и его освобождении через истинный коммунизм», в которой разъяснил Шарля Фурье, критикуя фурьеризм. 
Он также написал несколько работ, критикующих нарождавшееся капиталистическое общество с христианской точки зрения. Поскольку Йётрек был христианином, для него коммунизм приравнивался к изначальному учению христианства. В это время вокруг Йётрека собралась небольшая группа верующих, в основном молодых рабочих, поработавших во Франции.
Йётрек был первым, кто перевёл (под названием «Голос коммунизма») на шведский «Манифест Коммунистической партии» Карла Маркса и Фридриха Энгельса — уже в год выхода оригинала на немецком, 1848-й. Однако переводчик позволил себе изменить некоторые части «Манифеста», включая ставшую известной цитату: «Пролетарии всех стран, соединяйтесь!», которое Йётрек, будучи религиозным человеком, заменил на Folkets röst, guds röst! (т.е. латинскую поговорку Vox populi, vox Dei — «Глас народа — глас Божий»). 
У него была небольшая группа последователей-интеллектуалов, которая превратилась в подпольный клуб для политических дискуссий, но никогда не занималась какой-либо практической политической работой. Хотя Йётрек читал Маркса, он был скорее утопическим социалистом, чем революционным марксистом.
Позже «Манифест Коммунистической партии» был более точно переведён Акселем Даниельссоном, а затем Цетом Хёглундом.
Йётрек умер в Карлскруне 6 декабря 1876 года.